# En avoir (ou pas)
En avoir (ou pas) è un film del 1995 scritto e diretto da Laetitia Masson, al suo esordio alla regia di un lungometraggio.

## Trama
Boulogne-sur-Mer. La ventiseienne Alice, che lavora alla catena di montaggio di un conservificio, viene licenziata e ne approfitta per cambiare vita. A Lione, Bruno, operaio edile di 27 anni, conduce un'esistenza solitaria, ad eccezione delle visite all'amico Joseph, guardiano notturno in un hotel. Una di quelle sere, al bar dell'hotel scorge una ragazza: Alice.

## Riconoscimenti
- 1996 - Festival di Berlino
  - Premio della giuria ecumenica
  - Menzione speciale al premio CICAE
- 1996 - Premio César
  - Migliore promessa femminile a Sandrine Kiberlain
  - Candidatura per la migliore opera prima